# Los Alamos National Laboratory

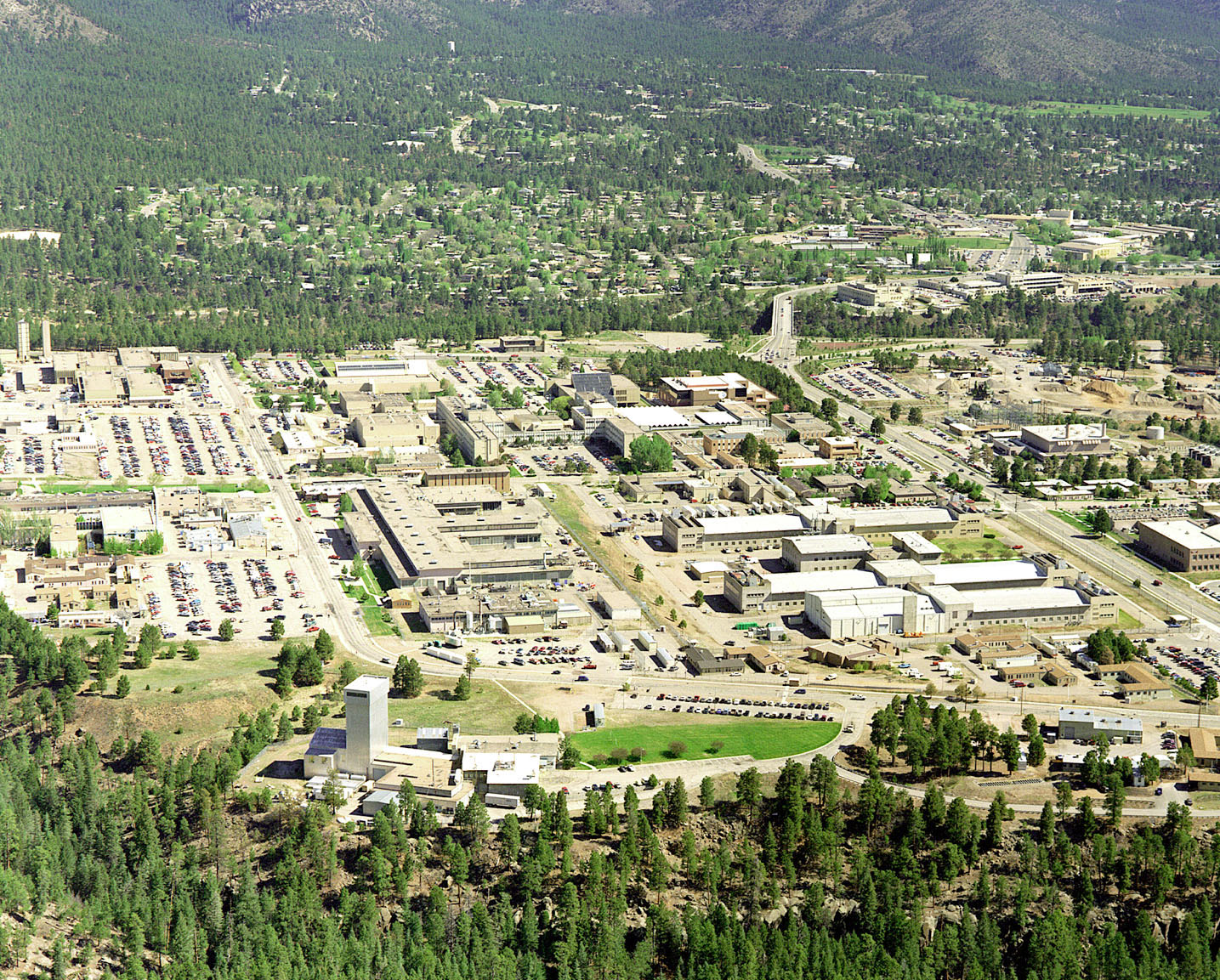
Los Alamos National Laboratory

Los Alamos National Laboratory − laboratorium naukowe położone w pobliżu miasteczka Los Alamos w amerykańskim stanie Nowy Meksyk. 
Podlega Departamentowi Energii Stanów Zjednoczonych. W pracach badawczych współpracuje z Uniwersytetem Kalifornijskim. Zatrudnia ponad 9000 pracowników, a jego roczny budżet to około 2,2 mld dolarów. Ośrodek prowadzi badania nad wieloma dziedzinami nauki, między innymi nad wykorzystaniem energii słonecznej i jądrowej do celów pokojowych. Jego rola w badaniach nad bronią nuklearną skupia się głównie na przeprowadzaniu komputerowych symulacji wybuchów jądrowych. Znajduje się tu superkomputer Roadrunner, który w 2008 roku jako pierwszy superkomputer w historii osiągnął wydajność ponad 1 PFLOPS.

## Historia
Laboratorium powstało w 1942, jako ośrodek badań jądrowych w ramach realizacji Projektu Manhattan. Podczas II wojny światowej prowadzono w nim, pod kierunkiem Roberta Oppenheimera, prace nad konstrukcją amerykańskiej bomby atomowej, zaś po II wojnie światowej nad konstrukcją bomb wodorowych.